# Sampzon
Sampzon ist eine französische Gemeinde mit 244 Einwohnern (Stand 1. Januar 2022) im Département Ardèche in der Region Auvergne-Rhône-Alpes. Auf dem Gebiet der Gemeinde liegt der von weitem sichtbare Rocher de Sampzon, ein 381 Meter hoher Kegelberg mit einem hohen Sendemast. Dieser Berg ist zugleich das Wahrzeichen der römisch-katholischen Pfarrei Saint-Martin du Sampzon des Bistums Viviers.

## Geografie
Sampzon liegt in Südfrankreich am rechten Ufer der Ardèche, 98 Kilometer nordöstlich von Montpellier, etwa 13,5 Kilometer südlich von Largentière, dem Sitz der Unterpräfektur des Arrondissements, und 4,4 Kilometer westlich von Vallon-Pont-d’Arc, dem Hauptort des Kantons und dessen Gemeindeverbands Gorges de l’Ardèche, auf einer mittleren Höhe von 267 Metern über dem Meeresspiegel. Die Mairie steht auf einer Höhe von 120 Metern. Nachbargemeinden von Sampzon sind Ruoms im Norden, Pradons im Nordosten, Salavas im Südosten, und Grospierres im Südwesten. Das Gemeindegebiet hat eine Fläche von 839 Hektar.
Die Gemeinde ist einer Klimazone des Typs Cfb (nach Köppen und Geiger) zugeordnet: Warmgemäßigtes Regenklima (C), vollfeucht (f), wärmster Monat unter 22 °C, mindestens vier Monate über 10 °C (b). Es herrscht Seeklima mit gemäßigtem Sommer.

## Bevölkerungsentwicklung
| Jahr                       | 1962 | 1968 | 1975 | 1982 | 1990 | 1999 | 2007 | 2018 |
| Einwohner                  | 107  | 108  | 127  | 121  | 163  | 183  | 213  | 230  |
| Quellen: Cassini und INSEE |      |      |      |      |      |      |      |      |

## Kultur und Sehenswürdigkeiten
Die Pfarrei Saint-Martin du Sampzon umfasst 13 Kirchen und 10 Gemeinden. Schutzpatron der Kirche Saint-Martin von Sampzon ist der Heilige Martin von Tours. Das ursprüngliche Gebäude war eine romanische Kapelle, von der nur der Chor aus dem 11. Jahrhundert erhalten ist. Die Kirche wurde mehrfach umgebaut. 1714 wurde ein Pfarrhaus angebaut, der Eingang wurde 1836 umgebaut. 1846 wurde der Kirchturm errichtet, in den 1964 der Blitz einschlug, weshalb er 1966 erneuert wurde.

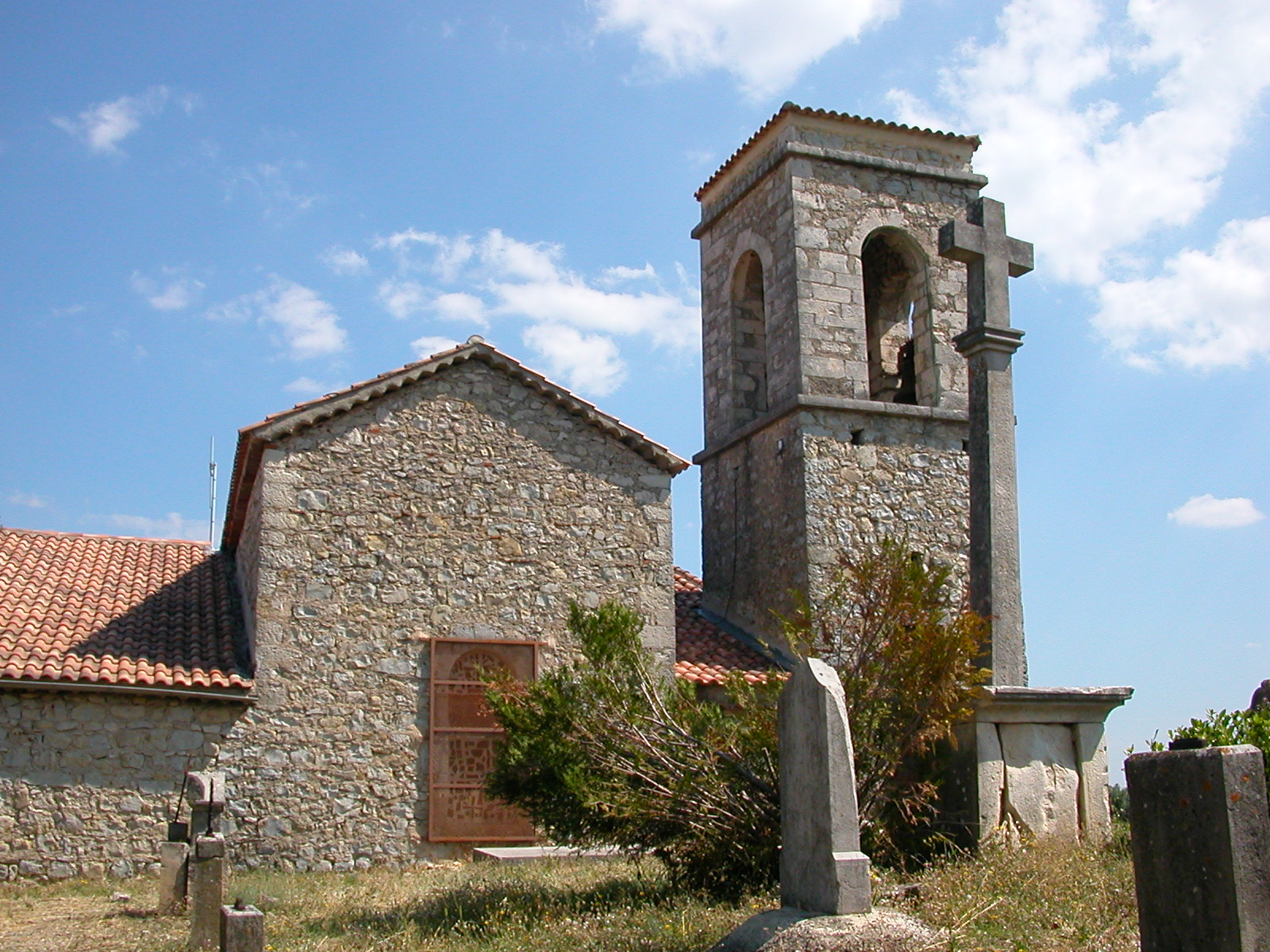
Die Kirche Saint-Martin

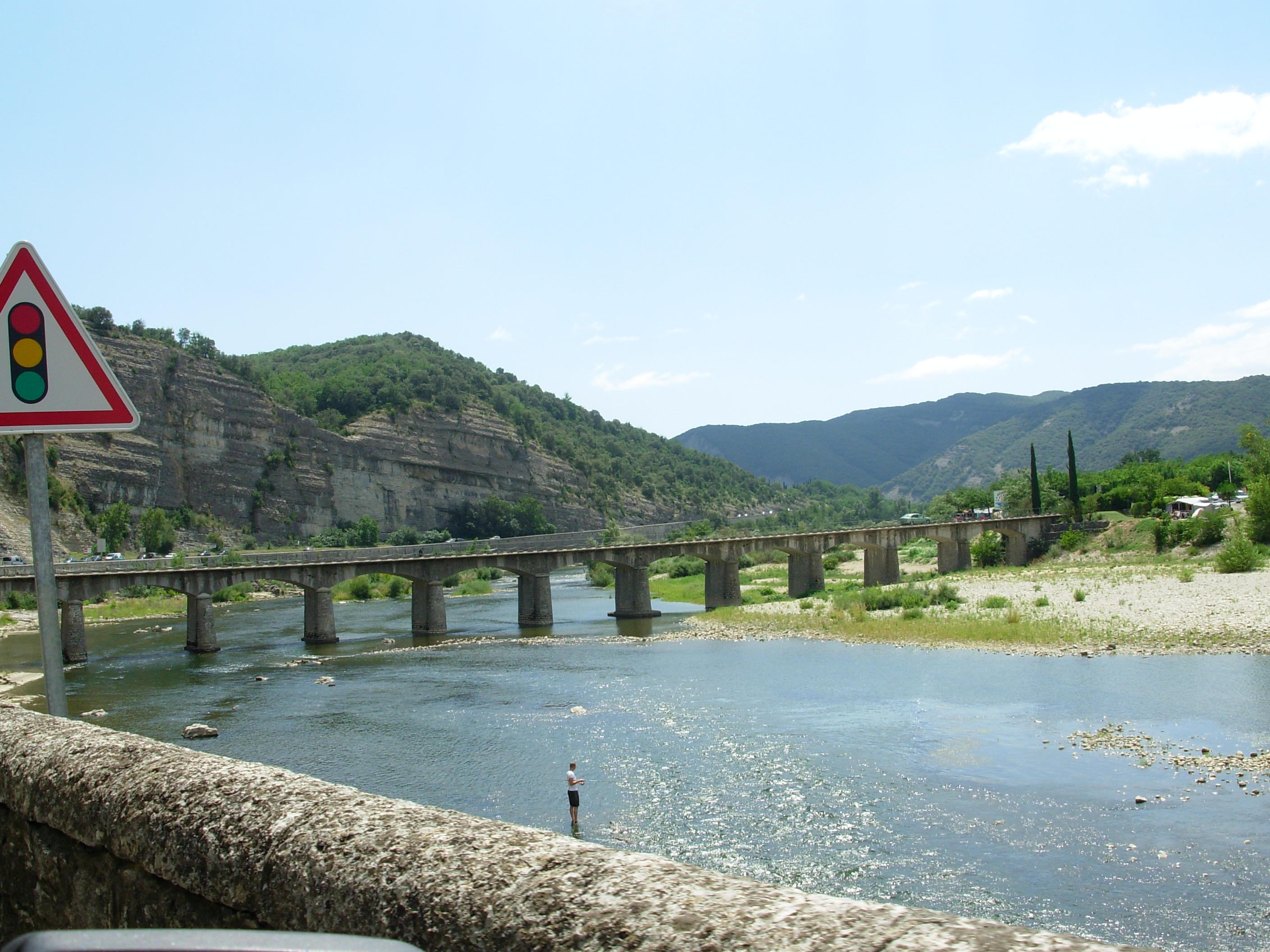
Brücke über die Ardèche

## Wirtschaft und Infrastruktur
Auf dem Gemeindegebiet gelten kontrollierte Herkunftsbezeichnungen (AOC) für Picodonkäse sowie geschützte geographische Angaben (IGP) für Geflügel (Volailles du Languedoc) und Weine der Bezeichnung Ardèche, Comtés Rhodaniens und Méditerranée.
Es gibt einen kleinen Supermarkt in Sampzon. Der nächstgelegene Bahnhof steht im 21,9 Kilometer entfernten Saint-Ambroix. Der nächste Flughafen ist der 13,5 Kilometer entfernt liegende Aérodrome d’Aubenas Ardèche méridionale in Lanas.
Im Jahr 2009 waren 28,6 Prozent der Erwerbstätigen in der Gemeinde beschäftigt, die anderen waren Pendler. 9 Prozent der Arbeitnehmer waren arbeitslos.